# Pimpinella taurica
Pimpinella taurica är en flockblommig växtart som beskrevs av Ernst Gottlieb von Steudel. Pimpinella taurica ingår i släktet bockrötter, och familjen flockblommiga växter. Inga underarter finns listade i Catalogue of Life.